# Valentin Morchutt
Valentin Friedrich Morchutt (* 21. Oktober 1765 in Hersfeld; † im 19. Jahrhundert) war ein deutscher Kolonialwarenhändler, Bürgermeister und Abgeordneter.
Morchutt war der Sohn des Hersfelder Kaufmanns Hermann Morchutt (1731–1810), der 1780 Bürgermeister von Hersfeld wurde. Der Großvater war ein aus Italien eingewanderter Weinhändler. Die Mutter war Catharina Agneta geborene Stemler. Morchutt, der evangelischer Konfession war, heiratete am 19. Mai 1793 in Kassel Sophia Maria Henriette Sattler.
Morchutt lebte als Kauf- und Handelsmann (Kolonialwaren) in Hersfeld. Er wurde dort Ratsverwandter und Ratschöffe. Am 7. Dezember 1807 war er Mitglied der Deputation des Magistrats von Hersfeld zur Begrüßung von König Jérôme Bonaparte in Kassel. Vom 2. Juni 1808 bis zum 26. Oktober 1813 Mitglied der Reichsstände des Königreichs Westphalen für das Departement der Werra und die Wählergruppe der Kaufleute und Fabrikanten. Von 1830 bis 1832 war er Bürgermeister von Hersfeld.